# Richter Bao
Richter Bao (andere Schreibweise (Wade-Giles): Pao Cheng; in der deutschen Übersetzung Richter Blauhimmel) ist ein Charakter aus der chinesischen Volksliteratur. Er stammt aus der 700-jährigen Tradition der sogenannten Richtergeschichten. Das Vorbild für den literarischen Idealrichter ist der Beamte Bao Zheng.
Bei den Richter-Bao-Geschichten handelt es sich um Volks- und Unterhaltungsliteratur; entstanden um das 14. Jh., meistens stark emotionalisierend vorgetragen, mit anrüchigem, stark sexualisiertem und gewalttätigem Inhalt. Entstanden sind diese Geschichten aus niedergeschriebenen Werken von Geschichtenerzählern, die begannen, skandalöse Verbrechen aus ihrer Umgebung – in stark ausgeschmückter Art und Weise – vorzutragen. Später wurde Quellenmaterial aus den Handbüchern für juristisches Personal als Basis für diese Geschichten benutzt.  Die Richtergeschichten erfreuen sich in ganz Ostasien großer Beliebtheit und stellen – bis auf ein kurzes Intermezzo während der Kulturrevolution – eine Literaturtradition Asiens, insbesondere Chinas, dar. Richter Bao gehört hierbei zu den langlebigsten und beliebtesten Figuren, der seit über 700 Jahren Haupt- oder Nebenrolle in Romanen, Comics, Kinderserien und Filmen spielt.
Die chinesischen Richtergeschichten sind nur sehr schwer mit der westlichen Kriminalgeschichtentradition zu vergleichen. Neben der Figur des Richters, der gleichzeitig Ankläger, Richter und Detektiv ist, liegen den östlichen Kriminalgeschichten des Mittelalters vor allem eine kritiklose konfuzianische Idealwelt und ein Belehrungsgedanke des ‚einfachen Volkes‘ zugrunde. Man kann sie als Abenteuergeschichten verstehen, bei denen der einfache Magistrat (manchmal auch Präfekt oder Kommissar) Bao Zheng das notleidende Volk vor den üblen Machenschaften von korrupten hohen Staatsdienern bzw. vor der Gewalt von Banditen und Dämonen verteidigt.
Da es sich hier prinzipiell um Abenteuergeschichten handelt, die den Kampf zwischen Gut und Böse behandeln, ist vor allem die kosmologische Dimension der Geschichten zu beachten. Nach dem chinesischen Volksglauben stellt ein Verbrechen immer eine Erschütterung des kosmischen Gleichgewichtes dar. Um das harmonische Gleichgewicht herzustellen, bzw. eine Katastrophe zu verhindern, greifen daher die jenseitigen Mächte in das Geschehen ein und unterstützen den Richter bei seiner Arbeit. Das Bündnis zwischen den himmlischen Mächten und dem Richter ist eines der wichtigsten Elemente der Richtergeschichten, insbesondere beim Richter Bao, dessen Richtersitz, das „Tribunal von Kaifeng“,  mit den ‚Hallen des Königs Yama‘ oder den ‚Kristalhallen des Berges Tai(shan)‘  gleichgesetzt wird. Der sterbliche Richter wird hier zum Avatar der alles durchwaltenden Gerechtigkeit und agiert im Namen aller rechtschaffenen Mächte um das kosmologische Gleichgewicht durch die Bestrafung des Verbrechers wiederherzustellen. Die Figur Liang Tianlai aus der gleichnamigen Geschichte fasst in ihrem Monolog dieses Prinzip kurz zusammen: „A debt of blood must be repaid with blood.“
Neben Richter Bao Zheng wurden auch die Richter Di Renjie (629–700) und Hai Rui (1513–1587) auf eine ähnliche Art und Weise unsterblich.